# Epidauro
Epidauro (em grego clássico: Ἐπίδαυρος; romaniz.: Epídauros, em latim: Epidaurus) era uma cidade da Grécia antiga, situada na Argólida, às margens do mar Egeu e célebre pelo santuário de Esculápio, deus da Medicina, que atraía doentes de todo o mundo. Seu teatro ao ar livre está bem conservado. Fundada pelos jônicos, foi ocupada pelos dóricos e aliou-se a Esparta, perdendo sua importância com o desenvolvimento da cidade de Egina, na ilha de mesmo nome. Decaiu com a conquista romana.

## Teatro de Epidauro
Famoso também é o Teatro de Epidauro, dos maiores de seu tipo e de seu tempo, possuía uma acústica considerada perfeita para a época e até agora, reproduzindo com precisão e, principalmente, de forma  audível, mesmo o som de uma moeda jogada no chão, que podia ser ouvido mesmo nas últimas bancadas.

## Mitologia
Segundo a lenda local, o nome da cidade é devido a um herói epônimo, Epidauro, que poderia ser um filho de Pélope (segundo os nativos da Élida), um filho de Argos (segundo os nativos de Argos) ou um filho de Apolo (segundo os nativos de Epidauro).
Foi em Epidauro que nasceu Asclépio, em uma das três versões sobre o nascimento deste médico narradas por Pausânias.
Epidauro é citada no Catálogo de navios (na secção que se encontra no canto II da Ilíada de Homero) como «Epidauro dos bons vinhedos».
A cidade foi governada por Pitireu, descendente de Ião (ancestral dos jônios), mas este entregou-a aos argivos liderados por Deifonte, e mudou-se, com os jônios, para Atenas.

## História
Nos séculos VII e VI a.C., pertencia à anfictionia chamada «dos Minianos», cuja fixação era na ilha de Caláuria. Em finais do século VI a.C., era governada pelo tirano Procles, que deu sua filha Melissa em casamento a Periandro, tirano de Corinto. Periandro atacou Epidauro e fez prisioneiro Procles conquistando a cidade. Depois da tirania voltou a oligarquia.
Na época histórica, oligarcas dóricos continuaram a ser os dirigentes da cidade, que era uma das principais cidades comerciais do Peloponeso. Epidauro colonizou Egina, que durante muito tempo foi uma dependência. Também colonizou Cós, Calimnos (Calidnos) e Nísiros, mas quando o comércio cresceu, Egina aumentou a sua importância e suplantou a metrópole no século VI a.C.
Epidauro foi sempre fiel aliada de Esparta enquanto que com a sua metrópole, Argos, rompeu relações depois da instauração nesta cidade da democracia. A cidade de Epidauro era governada por artinas (artynae) que presidiam um conselho de 180 membros; os habitantes originais não dórios eram os conípodes que trabalhavam a terra para os seus amos dórios, mas não eram escravos.
Nas Guerras Médicas, a cidade enviou oito navios para a batalha de Artemísio, 800 homens para Plateia e 10 navios para Salamina. Ao terminar a guerra, Salamina aliou-se com Esparta e entrou na Liga do Peloponeso, contra Atenas e a confederação de Delos. Tomou parte no «assunto de Córcira» e proporcionou trirremes a Corinto. Epidauro constituiu um ponto nevrálgico do confronto entre Atenas e Esparta.
Em 419 a.C., durante a Guerra do Peloponeso, os argivos tentaram conquistar a cidade, mas foram repelidos.
Já na época clássica, Epidauro gozou de um grande prestígio graças ao seu santuário consagrado a Esculápio, onde se praticava a medicina pela interpretação dos sonhos. Compreendia vários edifícios públicos, entre os quais havia um grande templo construído no século IV a.C. Em honra de Esculápio se organizavam as Asclepeia, Jogos Pan-helénicos pentétericos que compreendia corridas de cavalo e, a partir do século IV, concursos de poesia. O culto de Esculápio teve o seu apogeu na época helenística.
Em 243 a.C., Epidauro reuniu a Liga Aqueia. No Verão de 225 a.C. foi tomada por Cleómenes III, rei de Esparta. Converteu-se em aliada da República de Roma.

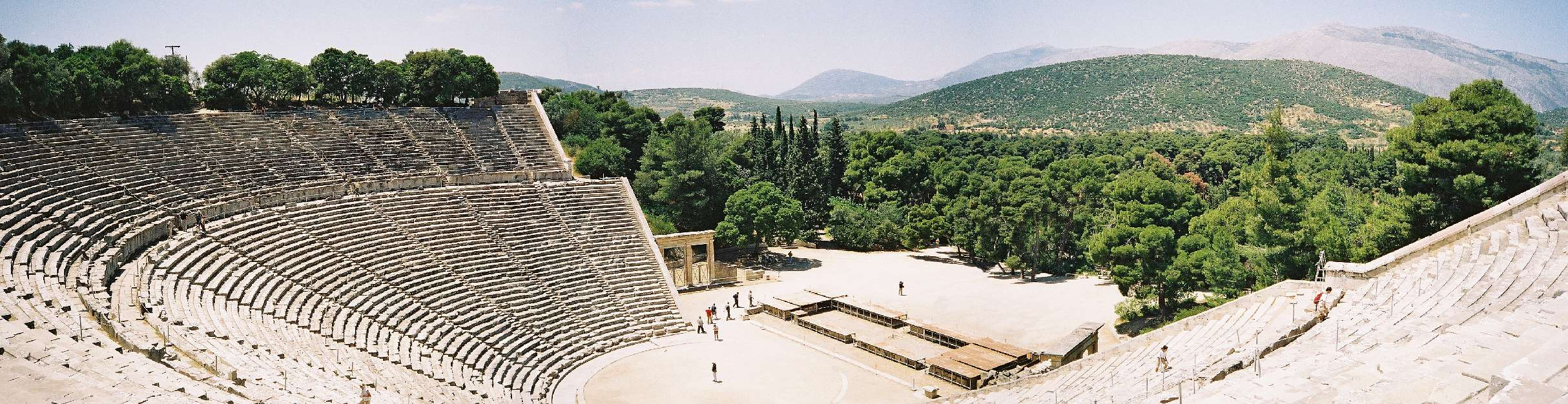
Teatro de Epidauro.

Sob domínio romano tinha perdido toda a importância e era praticamente o porto do templo de Esculápio. Pausânias dá uma lista de seus edifícios principais: o templo de Atena Ciseia na acrópole, o templo de Dionísio, o de Ártemis, o de Afrodite, e talvez o de Esculápio; e o de Hera no porto, provavelmente no actual Cabo Nicolau.
Na cidade havia também ginásio, palestra, teatro, construído aproveitando a vertente de uma montanha, com um diâmetro de 112 metros e 32 filas de assentos na parte baixa, 20 na parte central e 24 na superior, com capacidade para 12 000 espectadores e o proscénio.
Cipião Emiliano visitou-a em (168–167 a.C.), na mesma época que outros grandes lugares do helenismo, como Atenas, Delfos e Olímpia. Em 87 a.C., é arrasada por Sula, que saqueou o tesouro do templo. A última menção de Epidauro remonta ao século VI d.C., no Sinecdemo de Hiérocles, uma obra que descreve as divisões administrativas do Império Bizantino.